# Bazaliïa
Bazaliïa (ukrainien : Базалія, russe : Базалия) est une commune urbaine de l'oblast de Khmelnytskyï, en Ukraine. Elle compte 1 484 habitants en 2021.